# Pinghua
Pinghua är en av de många dialekter eller språk som tillhör den större språkgrupp som går under benämningen kinesiska. Pinghua delar i två huvuddialekter: nordlig och sydlig.